# 大出彰
大出 彰（おおいで あきら、1950年11月19日 - ）は、日本の政治家、実業家。衆議院議員（2期）。
郵政大臣を務めた日本社会党衆議院議員の大出俊は父。

## 来歴・人物
神奈川県横浜市出身。明治大学法学部卒業。大学卒業後は父・大出俊の公設秘書、政策担当秘書を務める。
1996年、引退する父に代わり第41回衆議院議員総選挙に神奈川2区から旧民主党公認で出馬したが、自由民主党新人の菅義偉らに敗れ、得票数3位で落選。その後、行政書士の資格を取得し、行政書士事務所を開業。2000年の第42回衆議院議員総選挙では神奈川2区で再度菅に敗れたが、重複立候補していた比例南関東ブロックで復活し、初当選。当選後は新政局懇談会に所属した。2003年の第43回衆議院議員総選挙でも菅に敗れ、比例復活で再選。
2005年の第44回衆議院議員総選挙でも菅に敗れ、比例復活ならず落選。第45回衆議院議員総選挙への出馬にも意欲を見せ、民主党に公認申請をしたものの公認が下りず、2007年に次期総選挙への立候補を断念し、不出馬を表明。その後は横浜市で行政書士に加え、不動産業を営んでいる。

## 政策
- 選択的夫婦別姓制度導入に賛同する[1]。